# Мадуи, Хайреддин
Хайреддин Мадуи (араб. خير الدين مضوي‎; род. 27 марта 1977, Сетиф) — алжирский футболист и футбольный тренер. Играл на позиции полузащитника.

## Карьера игрока

### Клубная карьера
Хайреддин Мадуи большую часть своей карьеры футболиста провёл за алжирский клуб «ЕС Сетиф» из своего родного города. С середины 1997 по середину 2000 года он представлял «Белуиздад», в составе которого в 2001 году стал чемпионом Алжира.

### Карьера в сборной
9 апреля 2000 года Хайреддин Мадуи дебютировал в составе сборной Алжира, выйдя в основном составе в гостевом матче против команды Кабо-Верде, проходившем в рамках отборочного турнира чемпионата мира 2002 года. 3 июня того же года он забил свой первый гол за сборную, отметившись в домашнем товарищеском матче с Гвинеей.

## Карьера тренера
Летом 2010 года Хайреддин Мадуи стал работать помощником главного тренера «ЕС Сетифа», а в декабре 2013 года он был назначен его главным тренером. В 2014 году Мадуи привёл алжирский клуб к победе в Лиге чемпионов КАФ. Этот успех позволил команде выступить на Клубном чемпионате мира 2014 в Марокко, где подопечные Мадуи одолели австралийский «Вестерн Сидней Уондерерс» в серии пенальти, но затем в четвертьфинале уступили с минимальным счётом новозеландскому клубу «Окленд Сити». В 2015 году «ЕС Сетиф» под его руководством стал чемпионом Алжира, а в ноябре того же года Мадуи возглавил саудовскую «Аль-Вахду», с которой работал до середины декабря 2016 года. С начала 2017 года он вновь тренировал «ЕС Сетиф», приведя его в том же сезоне к чемпионскому титулу. 18 декабря 2017 года возглавил тунисский «Этуаль дю Сахель».

## Достижения

### В качестве игрока
«Белуиздад»
- Чемпион Алжира (1): 2000/01

### В качестве тренера
«ЕС Сетиф»
- Чемпион Алжира (2): 2014/15, 2016/17
- Обладатель Суперкубка Алжира (1): 2015
- Победитель Лиги чемпионов КАФ (1): 2014
- Обладатель Суперкубка КАФ (1): 2015
- Финалист Кубка Алжира (1): 2016/17